# Macrorhabdus ornithogaster
Macrorhabdus ornithogaster är en svampart som beskrevs av Tomasz., Logan, K.F. Snowden, Kurtzman & Phalen 2003. Macrorhabdus ornithogaster ingår i släktet Macrorhabdus, ordningen Saccharomycetales, klassen Saccharomycetes, divisionen sporsäcksvampar och riket svampar.   Inga underarter finns listade i Catalogue of Life.